# Ouratea papulosa
Ouratea papulosa är en tvåhjärtbladig växtart som beskrevs av Claude Henri Léon Sastre. Ouratea papulosa ingår i släktet Ouratea och familjen Ochnaceae. Inga underarter finns listade i Catalogue of Life.